# Высокое (Багратионовский район)
Высокое — посёлок в Багратионовском районе Калининградской области. Входит в состав Долгоруковского сельского поселения.

## История
Название до 1946 года Тифенталь, в 1874 году деревня вошла в вновь созданный уезд Солльникен (ныне: Медовое), до 1945 года входила в  прусский уезд Эйлау в правительственном округе Кенигсберг прусской провинции Восточная Пруссия.
В 1946 году Тифенталь был переименован в поселок Высокое.

## Население
| 2002 | 2010 |
| ---- | ---- |
| 32   | ↘29  |

1910 - 325 человек, 1933 году - 311 человек, в 1939 году - 257 человек.